# Качановский, Мариян
Мариян Качановский (лит. Marijanas Kačanovskis; 13 апреля 1957, Сакишкес, Вильнюсский район, Литовская ССР) — советский биатлонист, двукратный призёр чемпионата СССР. Мастер спорта СССР по лыжным гонкам (1976) и биатлону (1978).

## Биография
В начале карьеры занимался лыжными гонками, позже перешёл в биатлон. Представлял спортивное общество «Динамо» и город Вильнюс. Личный тренер — Юлия Сташелене.
На юношеском уровне побеждал на первенстве Литовской ССР по лыжным гонкам (1974, дистанция 5 км) и биатлону — в 1978 году в индивидуальной гонке и эстафете.
Шестикратный чемпион Литовской ССР по биатлону — в эстафете (1979, 1982, 1983), спринте (1981, 1983) и индивидуальной гонке (1983).
На чемпионате СССР 1980 года завоевал две бронзовые медали, в эстафете и гонке патрулей, обе — в составе сборной общества «Динамо». В 1981 году стал победителем Кубка СССР по биатлону в гонке патрулей. Одерживал победы на международных соревнованиях в Чехословакии (1976) и ГДР (1982).
Окончил Литовский государственный институт физической культуры (LVKKI, Каунас, 1984).
В 1985 году завершил спортивную карьеру, затем работал тренером, руководителем спортивного клуба в Неменчине под Вильнюсом. Среди его воспитанников — участники Кубка мира Кароль Домбровский и Шарунас Юкна.
Избирался в городской совет Неменчине, в 1990—1992 был депутатом местного совета Вильнюсского района.
Участвует в ветеранских соревнованиях по лыжному спорту, в том числе в марафонских забегах.